# 4555 Josefapérez
4555 Josefapérez eller 1987 QL är en asteroid i huvudbältet som upptäcktes den 24 augusti 1987 av den amerikanska astronomen Stephen C. Singer-Brewster vid Palomar-observatoriet. Den är uppkallad efter astronomen María Josefa Pérez.
Asteroiden har en diameter på ungefär 3 kilometer.